# Andinsk sprötstjärt
Andinsk sprötstjärt (Leptasthenura andicola) är en fågel i familjen ugnfåglar inom ordningen tättingar.

## Utseende
Andinsk sprötstjärt är en liten brun fågel med ett tydligt vitt ögonbrynsstreck. Viare har den vita streck på ryggen och streckning på strupe och bröst som försvagas nedåt buken. Likt andra sprötstjärtar är stjärten rätt lång med mycket spetsiga fjädrar. 

## Utbredning och systematik
Andinsk sprötstjärt förekommer som namnet avslöjar i Anderna, från Colombia till norra Bolivia. Den delas in i fem underarter med följande utbredning:
- Leptasthenura andicola extima – förekommer i Sierra Nevada de Santa Marta (nordöstra Colombia)
- Leptasthenura andicola exterior – förekommer i östra Anderna i Colombia (Boyacá)
- Leptasthenura andicola andicola – förekommer i centrala Anderna i Colombia och Ecuador
- Leptasthenura andicola certhia – förekommer i Anderna i västra Venezuela (Mérida och Trujillo)
- Leptasthenura andicola peruviana – förekommer i Anderna från Peru till norra Bolivia (La Paz)

## Levnadssätt
Andinsk sprötstjärt förekommer i bergstrakter på mellan 3000 och 4500 meters höjd, i buskmarker och kortväxt skogslandskap. Den ses i par eller smågrupper som aktivt och akrobatiskt födosöker genom buskagen. 

## Status
Arten har ett stort utbredningsområde och beståndet anses vara stabilt. Internationella naturvårdsunionen IUCN listar den därför som livskraftig (LC).